# Andelfingen
Andelfingen es una comuna suiza del distrito homónimo en el cantón de Zúrich.

## Toponimia
La primera mención del pueblo aparece en 1248 como Andelfingon. Hasta 1970 era conocido como Grossandelfingen.

## Geografía
La comuna es capital del distrito homónimo
Andelfingen tiene un área de 6,7 km². De esta área, el 47,4% es usado para la agricultura, mientras que el 34,1% son bosques. El resto son accidentes geográficos o infraestructura.
El río Thur pasa por las proximidades de la comuna.

## Demografía
| Gráfica de evolución de Andelfingen entre 1467 y 2020 |
|                                                       |

Andelfingen tenía una población de 2232 el 31 de diciembre de 2020. En 2007, el 11,6% eran extranjeros. En los últimos 10 años la población ha crecido un 10,1%. 
En el año 2000, el 89,5% de la población hablaba alemán, un 3.9% italiano y serbo-croata, un 1,6%.
El 24,7% de la población la componen niños y adolescentes de entre 0 y 19 años, mientras que los adultos representan un 59,8%. Los ancianos (mayores de 65 años), son un 15,5%. 
El 77,3% de la población ha completado la secundaria.
Andelfingen tiene una tasa de desempleo del 0,9%. En 2005, había 41 personas trabajando en el sector primario y alrededor de 16 negocios en este campo. 527 personas trabajaban en el sector secundario en 34 negocios diferentes. En el sector terciario, habían trabajando 530 personas, con 90 negocios en este sector.